# Florisztika
A florisztika (latin) valamely nagyobb terület (természeti táj, ország) flórájának megismerésére irányuló tudomány.

## Fejlődése
A rendszeres florisztikai kutatás a 16. században kezdődik el, majd a 19. században indul a kritikai florisztikai kutatás. Ez két, módszertanilag különböző szakaszra osztható:
- a korai szakaszt a morfológiai, ökológiai és földrajztudományi szemléletmód míg a
- modern kritikai florisztika a kísérleti taxonómiai és genetikai módszereken alapszik.

A florisztikai vizsgálatokon alapszanak a szünbotanikai (növényökológiai, növénytársulástani) kutatások is.

## Magyar floristák
- Benkő József
- Beythe István
- Budai József
- Czetz Antal
- Jávorka Sándor
- Kitaibel Pál
- Kubinyi Ágoston
- Méliusz Juhász Péter
- Moesz Gusztáv
- Nyárády Erazmus Gyula
- Soó Rezső